# سری فوریه
سری فوریه بسطی است که هر تابع متناوب را به صورت حاصل جمع تعدادی نامتناهی از توابع نوسانی ساده (سینوسی، کسینوسی یا تابع نمایی مختلط) بیان می‌کند. این تابع به نام ریاضیدان فرانسوی، ژوزف فوریه نامگذاری شده‌است. با بسط هر تابع به صورت سری فوریه، مولفه‌های بسامدی آن تابع به دست می‌آید.

## پیش گفتار
توابع مورد استفاده در مهندسی و توابع نمایانگر سیگنال‌ها معمولاً توابعی از زمان هستند یا به عبارت دیگر توابعی که در میدان زمان تعریف شده‌اند. برای حل بسیاری از مسائل بهتر است که تابع در دامنه فرکانس تعریف شده باشد؛ زیرا این دامنه ویژگی‌هایی دارد که به راحتی محاسبات می‌انجامد.
فرض کنید که تابعی به شکل زیر تعریف شده‌است:
{\displaystyle x=\sum _{k=1}^{N}{A_{k}}cos(\omega _{k}t+\theta _{k})\,\!}
که در آن {\displaystyle N} یک عدد صحیح مثبت، {\displaystyle A_{k}} دامنه، {\displaystyle \omega _{k}} بسامد و {\displaystyle \theta _{k}} فاز توابع کسینوسی می‌باشد. قابل مشاهده است که با در دست داشتن بسامدها {\displaystyle \omega _{1},\omega _{2}\ldots \omega _{N}}، دامنه‌ها {\displaystyle A_{1},A_{2}\ldots A_{N}} و فازها {\displaystyle \theta _{1},\theta _{2}\ldots \theta _{N}} تابع به‌طور کامل قابل تعریف است. توجه شود که بر اساس گفته‌های بالا تابع مستقل از زمان قابل تعریف است.

## نمایش‌های مختلف سری فوریه

### نمایش مثلثاتی
اگر {\displaystyle f:\mathbb {R} \rightarrow \mathbb {C} } یک تابع متناوب با دوره تناوب {\displaystyle T} باشد (یا به عبارتی: ‎{\displaystyle f(t+T)=f(t)}‎) آنگاه این تابع را می‌توان به صورت زیر نوشت:
{\displaystyle f(t)={\frac {a_{0}}{2}}+\sum _{n=1}^{\infty }[a_{n}\cos(\omega _{n}t)+b_{n}\sin(\omega _{n}t)]\,\!}
که در آن {\displaystyle \omega _{n}} هارمونیک nام سری فوریه با رادیان بوده و ضرایب {\displaystyle a_{n}}، {\displaystyle a_{0}} و {\displaystyle b_{n}} را می‌توان از فرمول‌های اویلر به‌دست آورد.

فوریه بر این باور بود که هرگونه تابع متناوب را می‌توان به صورت جمعی از توابع سینوسی نوشت. این مطلب درست نیست. شرایط لازم برای هر تابع متناوب برای اینکه به صورت سری فوریه نوشته شود به صورت زیر است:
1. تابع در هر دورهٔ تناوبی انتگرال پذیر باشد:

{\displaystyle \int _{a}^{a+T}{\left\vert f(x)\right\vert }dx<\infty }
1. تابع فقط شمار محدودی بیشینه و کمینه داشته باشد.
2. تابع فقط شمار محدودی ناپیوستگی داشته باشد.

### نمایش مختلط
سری فوریه می‌تواند به صورت زیر نیز نوشته شود:
{\displaystyle f(t)=\sum _{n=-\infty }^{+\infty }c_{n}e^{i\omega _{n}t}\,\!}
و در اینجا:
{\displaystyle c_{n}={\frac {1}{T}}\int _{t_{1}}^{t_{2}}f(t)e^{-i\omega _{n}t}\,dt\,\!}
این رابطه با کمک فرمول اویلر قابل گسترش به صورت زیر است:
{\displaystyle \sum _{n=-\infty }^{+\infty }(c_{n}cos({w_{n}}t)+ic_{n}sin({w_{n}}t))\,\!}
اگر این رابطه را به‌طور مستقیم با نمایش مثلثی مقایسه کنیم مشاهده می‌شود که {\displaystyle c_{n}} به طریق زیر نیز قابل محاسبه است:
{\displaystyle c_{n}={\frac {1}{2}}(a_{n}-ib_{n})\,\!}
{\displaystyle c_{-n}={\frac {1}{2}}(a_{n}+ib_{n})\,\!}

### نمایش کسینوس-با-فاز
نمایش زیر که در واقع شکل ویژه‌ای از نمایش مثلثی می‌باشد، نمایش کسینوس-با-فاز نام دارد. از این نمایش در رسم طیف خطی (به انگلیسی: line spectra) استفاده می‌شود.
{\displaystyle x={a_{0}+}\sum _{k=1}^{N}{A_{k}}cos({\omega _{k}}t+\theta _{k})\,\!}

## محاسبه ضرایب فوریه

### نمایش مثلثی
نمایش مثلثی بالا را در نظر بگیرید. همان‌طور که گفته شد{\displaystyle T} دوره تناوب و {\displaystyle {\omega _{n}}} هارمونی nام تابع می‌باشد. در تبدیل فوریه سه ضریب {\displaystyle a_{n}} و {\displaystyle b_{n}} و ضریب ثابت {\displaystyle a_{0}} مطرح است. ضریب‌ها با استفاده از روابط زیر قابل محاسبه هستند.
{\displaystyle a_{0}={\frac {1}{T}}\int _{0}^{T}f(x)dx\,\!}
{\displaystyle a_{n}={\frac {2}{T}}\int _{0}^{T}f(x)Cos(n{\omega }x)dx,n=1,2,\ldots \,\!}
{\displaystyle b_{n}={\frac {2}{T}}\int _{0}^{T}f(x)Sin(n{\omega }x)dx,n=1,2,\ldots \,\!}
بازه [{\displaystyle \pi ,\pi }-] یا در کل بازه‌هایی که طول آنها {\displaystyle 2\pi }
است از مهمترین بازه‌هایی است که درمحاسبه ضرایب استفاده می‌شود. بدین ترتیب {\displaystyle p=2\pi } پس ضرایب عبارتند از:
{\displaystyle a_{0}={\frac {1}{2\pi }}\int _{-\pi }^{\pi }f(x)dx\,\!}
{\displaystyle a_{n}={\frac {1}{\pi }}\int _{-\pi }^{\pi }f(x)Cos(nx)dx\,\!}
{\displaystyle b_{n}={\frac {1}{\pi }}\int _{-\pi }^{\pi }f(x)Sin(nx)dx\,\!}

## هم‌گرایی
- چهار مجموع جزئی اول سری فوریه برای یک موج مربعی

در کاربردهای مهندسی، به‌طور کلی فرض می‌شود که سری‌های فوریه تقریباً در همه جا همگرا شوند (استثنائاتی در ناپیوستگی‌های گسسته وجود دارد) زیرا عملکردهایی که در مهندسی مشاهده می‌شوند رفتار بهتری نسبت به توابعی دارند که ریاضیدانان می‌توانند به عنوان نمونه‌های متضاد این فرض ارائه دهند. به‌طور خاص، اگر {\displaystyle s} پیوسته باشد و مشتق {\displaystyle s(x)} (که ممکن است در همه جا وجود نداشته باشد) مربع انتگرال دار است، پس سری‌های فوریه به‌طور کامل و یکنواخت به {\displaystyle s(x)} همگرا می‌شوند.

چهار جمع جزئی (سری فوریه) با طول ۱ ، ۲ ، ۳ و ۴  جمله ای، که نشان می‌دهد چگونه تقریب با یک موج مربعی با افزایش تعداد جمله‌ها بهبود می‌یابد.
چهار مجموع جزئی (سری فوریه) با طول ۱ ، ۲ ، ۳ و ۴ جمله ای، که نشان می‌دهد چگونه تقریب با یک موج دندانه اره ای با افزایش تعداد جمله‌ها بهبود می‌یابد.
نمونه ای از همگرایی به یک تابع نسبتاً دلخواه. به شکل‌گیری "طنین" (پدیده گیبس) در انتقال به بخش‌های عمودی توجه کنید.